# 1200er
Portal Geschichte | Portal Biografien | Aktuelle Ereignisse | Jahreskalender | Tagesartikel

◄ |
12. Jh. |
13. Jahrhundert
| 14. Jh. | ►

◄ |
1170er |
1180er |
1190er |
1200er
| 1210er | 1220er | 1230er | ►

1200 |
1201 |
1202 |
1203 |
1204 |
1205 |
1206 |
1207 |
1208 |
1209

## Ereignisse
- 1201: Deutsche Kaufleute gründen Riga.
- 1204: Vierter Kreuzzug – Unter Führung des Dogen Dandolo erobert ein venezianisch-fränkisches Kreuzfahrerheer Konstantinopel; Graf Balduin von Flandern und Hennegau wird als Balduin I. zum ersten Kaiser des neuen lateinischen Kaiserreichs gekrönt; emigrierte Adlige gründen verschiedene byzantinische Nachfolgestaaten wie das Kaiserreich Nikaia und das Kaiserreich Trapezunt.
- 1206: Dschingis Khan ernennt sich zum Großkhan aller Mongolen und beginnt die Eroberung Asiens.
- 1208: Albigenserkreuzzug gegen die Katharer.